# ヴァルデマール・シュミット

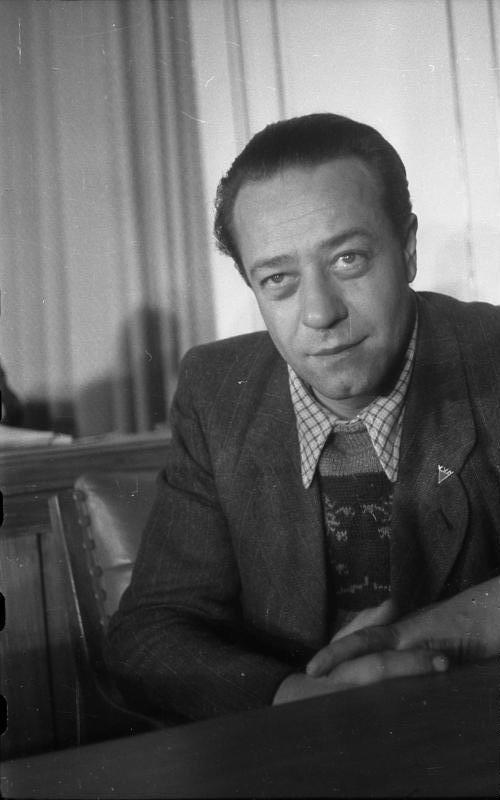
ヴァルデマール・シュミット（1948年）

ヴァルデマール・シュミット（Waldemar Schmidt, 1909年2月7日 - 1975年2月21日）は、ドイツの政治家。ドイツ共産党(KPD)およびドイツ社会主義統一党(SED)に所属し、東ベルリンの警察長官(Polizeipräsident)などを務めた。

## 経歴
1909年、ベルリンの労働者一家の元に生を受ける。1923年に国民学校を卒業した後は1927年まで機械工(Schlosserlehre)としての修行を積んだ。1928年、KPDに入党。1932年から1934年までモスクワの国際レーニン学校に出席した。帰国後の1935年、反ファシスト運動に参加して逮捕され、1945年までブランデンブルク刑務所に収監されていた。
解放後、1945年から1946年までKPDベルリン地区本部付の書記(Sekretär)として勤務し、1946年から1947年まではSEDの党執行委員(Mitglied des Parteivorstandes)を務めた。また1946年から1948年までは都市労働委員(Stadtrat für Arbeit)を、1948年から1950年まではベルリンの都市人事管理委員(Stadtrat für Personal und Verwaltung)を務めた。1946年には大ベルリン都市議会議員に選出される。1950年から1953年8月までドイツ人民警察の警視長(Chefinspekteur)として東ベルリン警察長官を務める。1953年8月から1963年まで東ベルリン副市長を務め、1963年から1965年まで閣僚評議会事務局長、1965年から1975年に死去するまで反ファシスト抵抗闘争委員会国際労働書記を務めていた。また1963年から1971年まではベルリン選出の人民議会議員を務めている。
1975年に死去し、フリードリヒスフェルデ中央墓地内の社会主義者追悼碑の元に埋葬された。

## 受章
- 愛国功労勲章
  - 銀章 - 1955年
  - 金章 - 1965年
  - 名誉章 - 1969年
- カール・マルクス勲章 - 1974年